# Tag (metadata)
Een tag (Engels voor 'label') is in de informatiesystemen een identificatie dat aan een data in een bestand wordt toegevoegd. Dit soort metadata helpt het item beschrijven en zorgt ervoor dat het opnieuw kan gevonden worden door te indexeren. Het wordt ingezet bij internetbladwijzer, multimedia, databaserecord, computerbestand, enz. 
Het sleutelwoord kan ook worden geassocieerd met digitale informatie om te taggen voor een functie of een bepaalde plaats te taggen op foto met als doel het in één oogopslag terug te vinden.

## Toepassingen
- Het bekendste voorbeeld is waarschijnlijk het taggen van foto's op sociale netwerksites zoals Facebook.
- Een ander voorbeeld is de ID3tag bij MP3-bestanden. Tags worden veel in web 2.0-webapplicaties gebruikt, zoals online bookmarkingdiensten.